# Épinal
Épinal (tedesco: Spinneln) è un comune francese di 31 832 abitanti capoluogo del dipartimento dei Vosgi nella regione Grand Est. È nota soprattutto per la produzione artigianale di ricami e merletti, che vanta una lunga tradizione in zona. 
Nell'Ottocento fu nota anche per la produzione delle Images d'Épinal, stampe popolari antenate dei fumetti odierni.
Vi sorge la basilica di San Maurizio (in francese: Basilique Saint-Maurice d'Épinal), una chiesa cattolica costruita in stile romanico/gotico.

## Società

### Evoluzione demografica
Abitanti censiti

## Amministrazione

### Gemellaggi
- Loughborough, dal 1956
- Schwäbisch Hall, dal 1964
- Bitola, dal 1976[3]
- Gembloux, dal 1974
- La Crosse, dal 1986
- Chieri, dal 1999
- Jesolo
- Nový Jičín, dal 2008